# Nomenclatura de la UNESCO
La Nomenclatura de la UNESCO és una classificació i codificació normalitzada dels camps de la ciència i de la tecnologia. El nom complet és Nomenclatura internacional normalitzada per als camps de la ciència i la tecnologia. Les divisions de Política Científica i d'Estadística de la Ciència i Tecnologia de la UNESCO la van proposar el 1973 i 1974. El propòsit era que fos una eina útil per:
- Les enquestes d'estadística anuals i bianuals de la UNESCO en ciència i tecnologia.
- Les estadístiques sobre potencial científic i tecnològic fetes pels estats membres.
- Les estadístiques en el camp de política científica i tecnològica d'altres agències de les Nacions Unides i organitzacions internacionals.

Aquesta nomenclatura té un ampli ús per classificar els projectes de recerca i les tesis doctorals.
La codificació consta de fins a set dígits per classificar diferents apartats:
- Camp: és l'apartat més general codificat amb dos dígits. Se subdivideixen en disciplines.
- Disciplina: és la descripció general de grups d'especialitats de ciència i tecnologia. Es codifiquen amb quatre dígits, afegint dos dígits més al camp. Les disciplines d'un mateix camp, o amb referències creuades, tenen característiques comunes.
- Subdisciplina: és l'entrada més específica de la nomenclatura que representa l'activitat que es realitza dintre d'una disciplina. Consta de sis dígits, afegint dos dígits més a la disciplina, normalment separats per un punt.
- Especialitat. Normalment les subdisciplines es corresponen amb les especialitats individuals, excepte en alguns pocs casos on s'afegeix un setè dígit separat per un guió.

## Llista de camps de la ciència i la tecnologia
A continuació la llista de camps de la Nomenclatura de la UNESCO codificats amb dos dígits, i amb enllaços a les especialitats corresponents codificades amb sis o set dígits:
| Codi | Camp                               | Especialitat     |
| ---- | ---------------------------------- | ---------------- |
| 11   | Lògica                             | especialitats 11 |
| 12   | Matemàtiques                       | especialitats 12 |
| 21   | Astronomia i Astrofísica           | especialitats 21 |
| 22   | Física                             | especialitats 22 |
| 23   | Química                            | especialitats 23 |
| 24   | Ciències de la vida                | especialitats 24 |
| 25   | Ciències de la Terra i de l'espai  | especialitats 25 |
| 31   | Ciències agronòmiques              | especialitats 31 |
| 32   | Ciències de la salut               | especialitats 32 |
| 33   | Ciències tecnològiques             | especialitats 33 |
| 51   | Antropologia                       | especialitats 51 |
| 52   | Demografia                         | especialitats 52 |
| 53   | Ciències econòmiques               | especialitats 53 |
| 54   | Geografia                          | especialitats 54 |
| 55   | Història                           | especialitats 55 |
| 56   | Ciències jurídiques i Dret         | especialitats 56 |
| 57   | Lingüística                        | especialitats 57 |
| 58   | Pedagogia                          | especialitats 58 |
| 59   | Ciències polítiques                | especialitats 59 |
| 61   | Psicologia                         | especialitats 61 |
| 62   | Ciències de les arts i les lletres | especialitats 62 |
| 63   | Sociologia                         | especialitats 63 |
| 71   | Ètica                              | especialitats 71 |
| 72   | Filosofia                          | especialitats 72 |